# Paul Estienne
Paul Louis Alphonse Estienne (Feluy, 5 april 1904 - 6 november 1977) was een Belgisch senator.

## Levensloop
Estienne was de jongste van de vier zoons van René Estienne (1861) en Victorine L'Olivier (1868). Hij promoveerde tot landbouwingenieur en ingenieur-brouwer.
Hij werd Belgisch PSC-senator:
- als provinciaal senator voor Brabant (1946-1949),
- als rechtstreeks verkozen senator voor het arrondissement Nijvel (1949-1950),
- als provinciaal senator voor Brabant (1950-1954),
- als rechtstreeks verkozen senator voor het arrondissement Nijvel (1954-1958),
- als provinciaal senator voor Brabant (1958-1961).